# Anton Cigoj
Anto Cigoj, slovenski slikar samouk, * 13. maj 1895, Vipavski Križ, † 28. april 1963, Ajdovščina.

## Življenje in delo
Obiskoval je gimnazijo v Gorici (1905-1908), se nato še dve leti učil trgovskega poklica v Komnu in Gorici (1908-1910) in se prijavil v Avstro-ogrsko vojno mornarico. Služi je do konca 1. svetovne vojne, tudi na admiralski bojni ladji Viribus Unitis. Želel je in se tudi prijavil za ekspedicijo na Južni tečaj, pa je potem končal kot električar v Trbižu (1918-1932), ko je zaradi narodne zavednosti  moral pred fašizmom pobegniti v Kraljevino Jugoslavijo. Najprej se je ustavil v Celju, potem pa je z družino živel v Mariboru, kjer je do leta 1941 delal v mariborski tiskarni. Ko so Maribor okupirali Nemci, so ga z družino kot italijanskega državljana poslali v Trst. Po 8. septembru 1943 se je naselil v Vipavskem Križu.
Cigoj je rad slikal že v otroških letih, s slikanjem je nadaljeval tudi, ko je služil mornarico. V tem obdobju je najraje slikal marine. V času, ko je živel v Trbižu je ustvarjal akvarele in oljne slike. Po naročilu je izdelal več slik za cerkve. Za cerkev na Vipavskem Križu je naslikal sv. Cirila in Metoda (sodelovala je tudi hčerka Danica). Freske in ornamentalno figuraliko pa je izdelal v cerkvah v Tolminu, Mirnu, Batujah, Tomaju, na Kamnem in Dornberku.